# 山田真由美 (柔道)
山田　真由美（やまだ まゆみ、1976年6月25日 - ）は、千葉県流山市出身の日本の柔道家。現役時代は57kg級の選手。身長161cm。得意技は内股、寝技。現在は桐蔭学園高校柔道部の女子監督を務めている。夫は桐蔭横浜大学柔道部の監督で、全日本男子代表チームのコーチを務めていた廣川充志。現姓は廣川。

## 経歴
柔道は小学校2年の時に始めた。しかし、6年の時に骨折したことを契機に一旦は柔道を止めた。南流山中学時代は器械体操に取り組んでいたが、3年の時に柔道を再開した。松戸馬橋高校へ進むと、監督の菊川慶一の指導の下に力を付けて、1年の時には全国高校選手権61kg級で3位となった。2年の時に菊川が市立柏高校に転任したが、どうしても菊川の指導を受けたくて、遠く市立柏高校まで赴いて指導を受けることになった。全国高校選手権では決勝で夙川学院高校1年の山本千鶴子に敗れて2位だった。埼玉大学へ進むと、1年の時に正力杯で3位、優勝大会では決勝で拓殖大学に敗れるも2位となった。2年の時には選抜体重別で3位、正力杯で2位となった。なお、この当時は左膝の靱帯を損傷して暫く試合から離れていた。3年の時には正力杯の決勝で純真女子短大1年の日下部基栄に敗れた。4年の時には正力杯の63kg級で優勝を飾った。さらには優勝大会でも優勝を果たした。全国女子体重別では決勝で夙川学院高校2年の新改七星に敗れて2位だった。1999年には大学の同級生だった天尾美貴ともにコマツの所属となると、環太平洋柔道選手権大会で優勝を飾った。全国女子体重別57kg級では決勝で福岡県警の日下部に敗れて2位だった。福岡国際では決勝で世界チャンピオンであるキューバのドリュリス・ゴンサレスに送襟絞で敗れた。2000年の選抜体重別でも決勝で日下部に敗れてシドニーオリンピック代表にはなれなかった。全国女子体重別で優勝を飾ると、福岡国際では3位だった。2001年のアジア選手権では3位だったものの、全国女子体重別では連覇を達成した。また、埼玉大学大学院の修士課程を修了した。2002年に引退すると、2008年には桐蔭学園高校柔道部の女子監督に就任して、山本杏や嶺井美穂などの指導にあたった。なお、寝技の名手として知られる小室宏二は、山田による腕挫十字固の極め方を絶賛したという。2017年にはインターハイで朝飛七海と朝飛真美姉妹の活躍により、監督として全国大会初優勝を飾った。

## 主な戦績
61kg級での戦績
- 1993年 -　全国高校選手権　3位
- 1994年 -　全国高校選手権　2位
- 1994年 -　ドイツジュニア国際　2位
- 1995年 -　正力杯　3位
- 1995年 -　優勝大会　2位
- 1996年 -　選抜体重別　3位
- 1996年 -　正力杯　2位
- 1996年 -　優勝大会　3位
- 1997年 -　正力杯　2位
- 1998年 -　正力杯　優勝(63kg級)
- 1998年 -　優勝大会　優勝
- 1998年 -　全国女子体重別　2位(63kg級)

57kg級での戦績
- 1999年 -　環太平洋柔道選手権大会　優勝
- 1999年 -　全国女子体重別　2位
- 1999年 -　福岡国際　2位
- 2000年 -　フランス国際　5位
- 2000年 -　選抜体重別　2位
- 2000年 -　全国女子体重別　優勝
- 2000年 -　福岡国際 3位
- 2001年 -　選抜体重別　3位
- 2001年 -　アジア選手権　3位
- 2001年 -　実業個人選手権　3位
- 2001年 -　全国女子体重別　優勝

(出典、JudoInside.com)